# برف‌انبار
بَرف‌اَنبار شهری در بخش مرکزی شهرستان فریدونشهر استان اصفهان ایران است.

## جغرافیا
شهر برف‌انبار در دامنه‌های کوه‌های زاگرس قرار گرفته و یکی از شهرهای کوهستانی و برف‌گیر ایران است.
شهرداری این شهر در تاریخ ۲۴ شهریور ۱۳۸۲ تشکیل شد و این در صورتی بود که دو روستای خمسلو و سنگ باران با هم ادغام شدند و تحت یک نام و یک شهر شدند. شغل بیشتر مردم کشاورزی و دامداری است.

## ورزش

### تکواندو
مردم شهر برف انبار به ورزش تکواندو علاقه دارند در این شهر دو باشگاه مجهز برای ورزش تکواندو وجود دارد
تکواندو یکی از ورزش‌های افتخارآفرین برای این شهر است

### کشتی
برف انبار بنابر گزارش خبرگزاری جمهوری اسلامی ایران واحد اصفهان قطب کشتی استان می‌باشد در این شهر دو باشگاه مجهز کشتی وجود دارد و غریب به ۱۵۰۰ نفر کشتی‌گیر در این شهر وجود دارد که مدال‌های رنگارنگی برای شهر و استان و منطقه خود به ارمغان می‌آورد.

## مفاخر ورزشی
مصطفی یبلویی یکی از مفاخر رشته ورزشی تکواندو در شهر برف انبار و شهرستان فریدونشهر بوده است. ایشان اولین و تنها کسی است که تاکنون به عضویت تیم ملی تکواندو درآمده و در مسابقات جهانی تکواندو از شهر برف انبار موفق به کسب نایب قهرمانی جهان و سومی جهان شد او ۲/۵ سال عضو تیم ملی تکواندو بوده است.

## مردم
شهر از دو مرکز روستایی خمسلو و سنگ باران تشکیل شده و ساکنان محله خمسلو از اقوام ترک و به زبان ترکی صحبت می‌کنند و به زبان فارسی تسلط کامل دارند. چندین خانوار غیربومی ساکن در محله خمسلو که از پشتکوه موگویی به این محله مهاجرت کرده‌اند از ایل موگویی بختیاری می‌باشند. ساکنان محله سنگ باران درگذشته ارمنی بوده‌اند که بتدریج این طبقه اجتماعی به اصفهان مهاجرت نموده ومسلمانان جایگزین آنان شده اند، لذا زبان آنان نیز در بدو امر ارمنی زبان بوده است و پس از مهاجرت آنان، ساکنین جایگزین از زبان محلی که عمدتاً لری و ترکی است بهره میگیرند ودین ساکنین هردو محله اسلام ومذهب آنان شیعه است.

## جمعیت
بر پایه سرشماری عمومی نفوس و مسکن در سال ۱۳۹۵ جمعیت این مکان ۵٬۳۸۲ نفر (۱٬۶۴۴ خانوار) بوده است.